# Schenkia spinolae
Schenkia spinolae är en stekelart som först beskrevs av Johann Ludwig Christian Gravenhorst 1829.  Schenkia spinolae ingår i släktet Schenkia och familjen brokparasitsteklar. Arten är reproducerande i Sverige. Inga underarter finns listade i Catalogue of Life.